# Langford Budville
Langford Budville is een civil parish in het bestuurlijke gebied Somerset West and Taunton, in het Engelse graafschap Somerset met 535 inwoners.